# Rematu
Rematu ist eine osttimoresische Siedlung im Suco Manucassa (Verwaltungsamt Lequidoe, Gemeinde Aileu).
Das Dorf Rematu liegt im Zentrum der Aldeia Fatumerin, in einer Meereshöhe von 1334 m. Es befindet sich an der Straße, die den Suco Manucassa von Namolesso kommend nach Fahisoi durchquert. Entlang der Straße reiht sich die Hauptbesiedlung der Aldeia auf. Nördlich des Dorfes Rematu schließt sich gleich das Dorf Fatumerin an, in dem sich eine Grundschule und der Sitz des Sucos befinden. Weitere Weiler und Siedlungen liegen nördlich und südlich bis zu den Grenzen des Sucos.